# راكيل كوبس جونز
راكيل كوبس جونز (بالإنجليزية: Raquel Kops-Jones)‏ مواليد 8 ديسمبر 1982، هي لاعبة كرة مضرب أمريكية بدأت مسيرتها كمحترفة سنة 2000 وتحتل حالياً المرتبة رقم. 1203 (8 فبراير 2016) في تصنيف رابطة محترفات كرة المضرب. أعلى تصنيف لها في الفردي كان المركز الـ 162 في سنة 2007.

## النهائيات

### البطولات الممتازة

#### الزوجي: 3 (الألقاب 2, الوصافة 1)
| الحصيلة | السنة | البطولة                    | الأرضية | الشريك       | المنافس                          | النتيجة       |
| ------- | ----- | -------------------------- | ------- | ------------ | -------------------------------- | ------------- |
| الوصافة | 2012  | بطولة قطر المفتوحة للسيدات | صلبة    | أبيغيل سبيرز | ليزل هوبر ليزا ريموند            | 3–6, 1–6      |
| الفوز   | 2012  | طوكيو                      | صلبة    | أبيغيل سبيرز | آنا لينا غرونفيلد كفيتا بيشكه    | 6–1, 6–4      |
| الفوز   | 2014  | سنسيناتي للماسترز          | صلبة    | أبيغيل سبيرز | تيميا بابوش كريستينا ملادينوفيتش | 6–1, 2–0 ret. |

## روابط خارجية
- راكيل كوبس جونز على موقع رابطة محترفات التنس (الإنجليزية)
- راكيل كوبس جونز على موقع الاتحاد الدولي لكرة المضرب (الإنجليزية)
- راكيل كوبس جونز على موقع خلاصة التنس.كوم (الإنجليزية)
- راكيل كوبس جونز على موقع إي إس بي إن.كوم (الإنجليزية)